# Oktoberrevolutie (Portugal)
De Oktoberrevolutie is een staatsgreep die resulteerde in de oprichting van de Portugese Republiek. De revolutie was georganiseerd door de Portugese Republikeinse Partij die op 5 oktober 1910 de constitutionele monarchie afzette en een republikeins regime oprichtte in Portugal.
De onderwerping aan Britse koloniale belangen, de uitgaven van de koninklijke familie, de macht van de kerk, de politieke en sociale instabiliteit, het systeem van afwisselende regeringen van de twee politieke partijen (Progressief en Regenerador), de dictatuur van João Franco, de sterke verzwakking van het koningshuis door de Koningsmoord van Lissabon in 1908, een schijnbaar onvermogen om zich aan te passen aan de moderne tijd - leverden allemaal een bijdrage aan de onverbiddelijke afbrokkeling van de Portugese monarchie. De voorstanders van een republiek, met name de Portugese Republikeinse Partij, vonden een manier om gebruik te maken van deze situatie. De Republikeinse Partij stelde zichzelf voor als de enige partij die een programma had dat Portugal weer naar zijn verloren status kon brengen en op het pad van vooruitgang.
Na terughoudendheid van het leger om de bijna tweeduizend soldaten en zeemannen die rebelleerden tussen 3 en 4 oktober 1910 te bestrijden, werd de Republiek de volgende dag om 9 uur uitgeroepen vanop het balkon van het gemeentehuis van Lissabon. Na de revolutie, leidde een voorlopige regering onder leiding van Teófilo Braga het land, tot de goedkeuring van de grondwet in 1911 die het begin betekende van de Eerste Republiek. Samen met de stichting van de republiek werden sommige nationale symbolen veranderd, zoals het volkslied en de vlag. De revolutie en de daaropvolgende republiek staan bekend voor hun hevig antiklerikalisme. De nieuwe grondwet gaf iedereen volwaardige burgerrechten, met als uitzondering de religieuze vrijheden van katholieken.